# La carta esférica (película)
La carta esférica es una película española dirigida por Imanol Uribe, basada en la novela homónima de Arturo Pérez-Reverte. Producida por New Atlantis, fue rodada en Algeciras, Barcelona, Cádiz, Cartagena, Madrid y Murcia. La película también hacía referencia a los supuestos robos por parte de cazatesoros en los barcos hundidos en aguas españolas.

## Argumento
El exmarinero Coy (Carmelo Gómez) conoce en una subasta de objetos navales a Tánger Soto (Aitana Sánchez-Gijón). Entre ellos se formará una relación que trasciende lo profesional mientras buscan un bergantín hundido que otros también ambicionan.